# Rajd Polski 2021

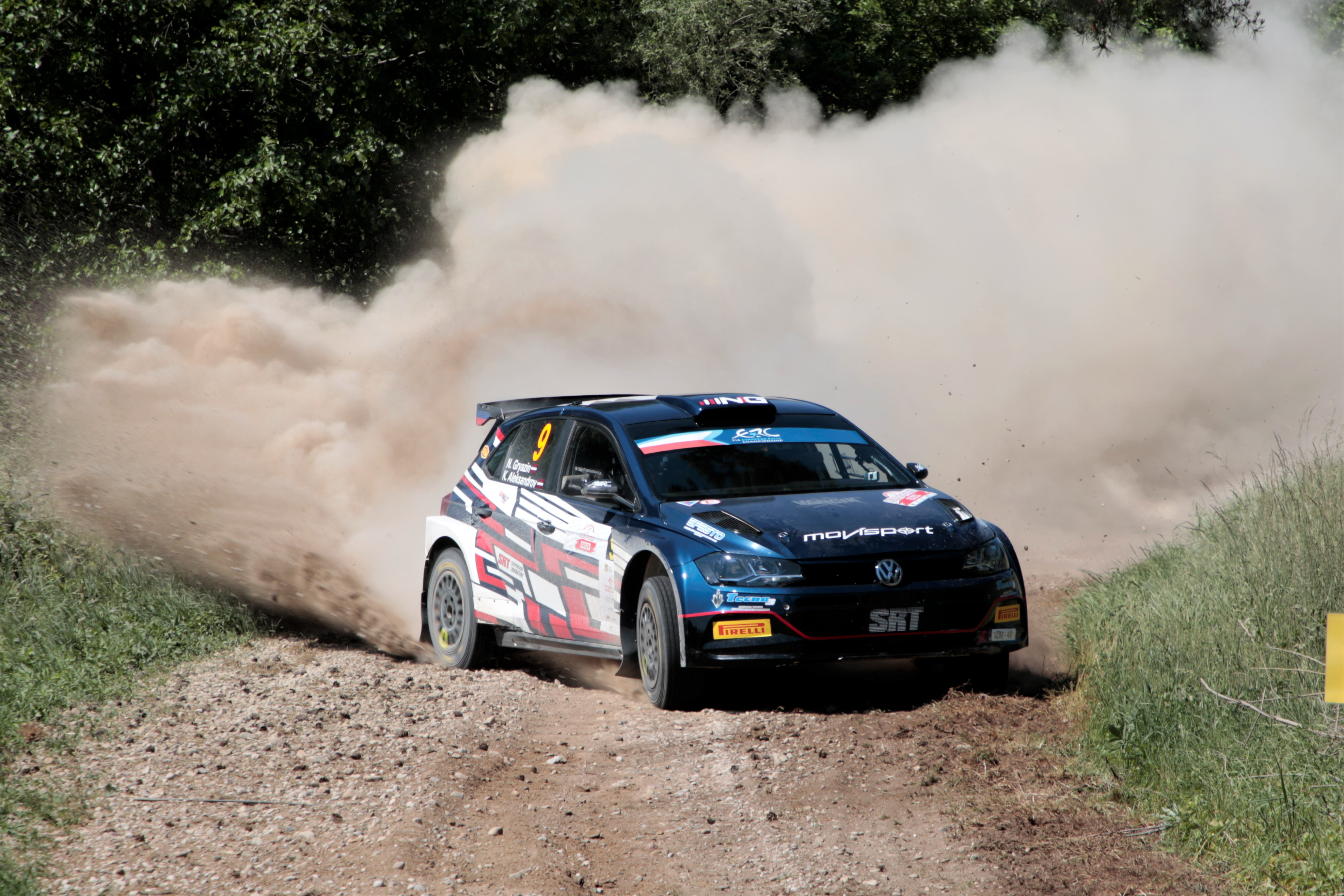
Nikołaj Griazin lider pierwszych pięciu odcinków specjalnych Rajdu Polski 2021

77. Orlen Rajd Polski – 77. edycja Rajdu Polski rozgrywana od 18 do 20 czerwca 2021 roku. Bazą rajdu były Mikołajki. Była to druga runda rajdowych samochodowych mistrzostw Polski w roku 2021 i zarazem pierwsza runda Rajdowych Mistrzostw Europy w roku 2021. W sezonie 2021 był to rajd pierwszej kategorii (tzw. dwuetapowy), gdzie punktacja w RSMP była następująca: od 25 punktów za zwycięstwo, plus punkty za dwa etapy rajdu i oddzielne punkty za odcinek Power Stage.
Rajd wygrał Rosjanin Aleksiej Łukjaniuk kierując samochodem Citroën C3 Rally2, drugie miejsce ze stratą blisko 19 sekund zajął Norweg Andreas Mikkelsen. Na trzecim miejscu ze stratą blisko dwuminutową do mety dojechał Polak Mikołaj Marczyk. Dla Marczyka było to pierwsze podium w eliminacjach mistrzostw Europy. W eliminacjach RSMP wygrał Marczyk, przed Wojciechem Chuchałą i Grzegorzem Grzybem. Oficjalnie rajd ze względu na obostrzenia związane z pandemią Covid-19 rozegrany został bez udziału kibiców.

## Lista startowa[3]
Poniższa lista startowa obejmuje tylko zawodników startujących i zgłoszonych do rywalizacji w kategorii ERC w najwyższej klasie RC2, samochodami najwyższej klasy mogącymi startować w rajdach ERC – R5 oraz zgłoszonych zawodników w RSMP, startujących w najwyższej klasie 2, samochodami grupy R5.
| Nr. | Zespół                           | Kierowca             | Pilot                  | Samochód               | Seria       |
| --- | -------------------------------- | -------------------- | ---------------------- | ---------------------- | ----------- |
| 1   | Saintéloc Junior Team            | Aleksiej Łukjaniuk   | Aleksiej Arnautow      | Citroën C3 Rally2      | ERC         |
| 2   | Saintéloc Junior Team            | Roland Poom          | Darren Garrod          | Citroën C3 Rally2      | ERC         |
| 3   | Toksport WRT                     | Andreas Mikkelsen    | Ola Fløene             | Škoda Fabia Rally2 evo | ERC         |
| 4   | Toksport WRT                     | Emilio Fernández     | Ruben Garcia           | Škoda Fabia Rally2 evo | ERC         |
| 5   | Team MRF Tyres                   | Craig Breen          | Paul Nagle             | Hyundai i20 R5         | ERC         |
| 6   | Team MRF Tyres                   | Simone Campedelli    | Tania Canton           | Volkswagen Polo GTI R5 | ERC         |
| 7   | Rally Team Spain                 | Efrén Llarena        | Sara Fernández         | Škoda Fabia Rally2 evo | ERC         |
| 8   | Rally Team Spain                 | Nil Solans           | Marc Martí             | Škoda Fabia Rally2 evo | ERC         |
| 9   |                                  | Nikołaj Griazin      | Konstantin Aleksandrow | Volkswagen Polo GTI R5 | ERC         |
| 10  |                                  | Grégoire Munster     | Louis Louka            | Hyundai i20 R5         | ERC         |
| 11  | Orlen Team                       | Mikołaj Marczyk      | Szymon Gospodarczyk    | Škoda Fabia Rally2 evo | ERC, Poland |
| 12  | Škoda Rally Team Hungaria        | Norbert Herczig      | Ramón Ferencz          | Škoda Fabia Rally2 evo | ERC         |
| 14  | Yacco ACCR Team                  | Erik Cais            | Jindřiška Žáková       | Ford Fiesta Rally2     | ERC         |
| 15  | Tiger Energy Drink Rallye Team   | Tomasz Kasperczyk    | Damian Syty            | Volkswagen Polo GTI R5 | ERC, Poland |
| 16  | Pole Promotion                   | Fabian Kreim         | Frank Christian        | Volkswagen Polo GTI R5 | ERC         |
| 17  | CHL Sport Auto                   | Yoann Bonato         | Benjamin Boulloud      | Citroën C3 Rally2      | ERC         |
| 18  | Rufa Motor-Sport                 | Grzegorz Grzyb       | Michał Poradzisz       | Škoda Fabia Rally2 evo | ERC, Poland |
| 19  | Motorsport Ireland Rally Academy | Callum Devine        | James Fulton           | Ford Fiesta Rally2     | ERC         |
| 20  |                                  | Simone Tempestini    | Sergiu Itu             | Škoda Fabia Rally2 evo | ERC         |
| 21  | BTH Import Stal Rally Team       | Łukasz Kotarba       | Tomasz Kotarba         | Citroën C3 Rally2      | ERC, Poland |
| 22  |                                  | Vladas Jurkevičius   | Aisvydas Paliukėnas    | Škoda Fabia Rally2 evo | ERC         |
| 23  | Holowczyc Racing                 | Adrian Chwietczuk    | Jarosław Baran         | Škoda Fabia Rally2 evo | ERC, Poland |
| 24  | ALM Motorsport                   | Georg Linnamäe       | Volodymyr Korsia       | Volkswagen Polo GTI R5 | ERC         |
| 25  | Marten Sport                     | Wojciech Chuchała    | Sebastian Rozwadowski  | Škoda Fabia Rally2 evo | ERC, Poland |
| 26  | Hyundai Rally Team Italia        | Umberto Scandola     | Guido D’Amore          | Hyundai i20 R5         | ERC         |
| 27  | Tehase Auto                      | Gregor Jeets         | Timo Taniel            | Škoda Fabia Rally2 evo | ERC         |
| 28  |                                  | Kacper Wróblewski    | Jakub Wróbel           | Škoda Fabia Rally2 evo | ERC, Poland |
| 29  |                                  | Aloísio Monteiro     | Sancho Eiró            | Škoda Fabia Rally2 evo | ERC         |
| 30  | Rallytechnology                  | Zbigniew Gabryś      | Krzysztof Janik        | Volkswagen Polo GTI R5 | ERC, Poland |
| 31  | Escudería Lalín-Deza             | García Luis Vilariño | José Murado González   | Škoda Fabia Rally2 evo | ERC         |
| 32  |                                  | Alberto Battistolli  | Simone Scattolin       | Škoda Fabia Rally2 evo | ERC         |
| 33  | APRMotorsport                    | Maciej Lubiak        | Grzegorz Dachowski     | Hyundai i20 R5         | ERC, Poland |
| 34  |                                  | Cathan McCourt       | Brian Hoy              | Ford Fiesta Rally2     | ERC         |
| 35  |                                  | Marek Nowak          | Adam Grzelka           | Ford Fiesta R5         | ERC, Poland |
| 36  |                                  | Jason Mitchell       | Peter Ward             | Ford Fiesta R5         | ERC         |
| 37  | Plon Rally Team                  | Jarosław Kołtun      | Ireneusz Pleskot       | Ford Fiesta Rally2     | ERC, Poland |
| 38  | Printsport Oy                    | Rakan Al-Rashed      | Mikko Lukka            | Volkswagen Polo GTI R5 | ERC         |
| 39  | Hyundai Poland Racing            | Jarosław Szeja       | Marcin Szeja           | Hyundai i20 R5         | ERC, Poland |
| 40  |                                  | Nabila Tejpar        | Matt Edwards           | Proton Iriz R5         | ERC         |
| 78  |                                  | Sylwester Płachytka  | Jacek Nowaczewski      | Škoda Fabia Rally2 evo | Poland      |
| 79  | Proudcube Kabat Team             | Łukasz Kabaciński    | Michał Kuśnierz        | Škoda Fabia Rally2 evo | Poland      |
| 80  |                                  | Adam Stec            | Dariusz Zdanowicz      | Ford Fiesta R5         | Poland      |
| 81  |                                  | Robert Kocik         | Sebastian Wach         | Ford Fiesta Rally2     | Poland      |

## Zwycięzcy odcinków specjalnych[4]
| Dzień | OS   | Nazwa                          | Długość  | Zwycięzca          | Samochód               | Czas    | Lider rajdu        |
| ----- | ---- | ------------------------------ | -------- | ------------------ | ---------------------- | ------- | ------------------ |
| 18 VI | OS1  | Mikołajki Arena 1              | 2,50 km  | Nikołaj Griazin    | Volkswagen Polo GTI R5 | 1:49,2  | Nikołaj Griazin    |
| 19 VI | OS2  | Świętajno 1                    | 18,20 km | Nikołaj Griazin    | Volkswagen Polo GTI R5 | 9:41,1  | Nikołaj Griazin    |
| 19 VI | OS3  | Olecko 1                       | 17,16 km | Nikołaj Griazin    | Volkswagen Polo GTI R5 | 8:44,1  | Nikołaj Griazin    |
| 19 VI | OS4  | Wieliczki 1                    | 28,70 km | Nikołaj Griazin    | Volkswagen Polo GTI R5 | 14:45,1 | Nikołaj Griazin    |
| 19 VI | OS5  | Świętajno 2                    | 18,20 km | Nikołaj Griazin    | Volkswagen Polo GTI R5 | 9:41,1  | Nikołaj Griazin    |
| 19 VI | OS6  | Olecko 2                       | 17,16 km | Aleksiej Łukjaniuk | Citroën C3 Rally2      | 8:40,4  | Nikołaj Griazin    |
| 19 VI | OS7  | Wieliczki 2                    | 28,70 km | Aleksiej Łukjaniuk | Citroën C3 Rally2      | 14:31,7 | Aleksiej Łukjaniuk |
| 19 VI | OS8  | Mikołajki Arena 2              | 2,50 km  | Wojciech Chuchała  | Škoda Fabia Rally2 evo | 1:49,3  | Aleksiej Łukjaniuk |
| 20 VI | OS9  | Mikołajki MAX 1                | 9,34 km  | Aleksiej Łukjaniuk | Citroën C3 Rally2      | 5:16,4  | Aleksiej Łukjaniuk |
| 20 VI | OS10 | gm. Mrągowo 1                  | 15,55 km | Craig Breen        | Hyundai i20 R5         | 8:22,7  | Aleksiej Łukjaniuk |
| 20 VI | OS11 | Mikołajki MAX 2                | 9,34 km  | Andreas Mikkelsen  | Škoda Fabia Rally2 evo | 5:12,6  | Aleksiej Łukjaniuk |
| 20 VI | OS12 | gm. Mrągowo 2                  | 15,55 km | Andreas Mikkelsen  | Škoda Fabia Rally2 evo | 8:06,5  | Aleksiej Łukjaniuk |
| 20 VI | OS13 | Przasnysz                      | 17,90 km | Craig Breen        | Hyundai i20 R5         | 9:03,7  | Aleksiej Łukjaniuk |
| 20 VI | OS14 | Rally Poland 100th anniversary | 1,96 km  | Craig Breen        | Hyundai i20 R5         | 1:47,4  | Aleksiej Łukjaniuk |

## Power Stage w RSMP – OS 14[5]
| Poz. | Kierowca          | Pilot                 | Samochód               | Czas/Strata | Pkt. |
| ---- | ----------------- | --------------------- | ---------------------- | ----------- | ---- |
| 1    | Grzegorz Grzyb    | Michał Poradzisz      | Škoda Fabia Rally2 evo | 9:13,0      | 5    |
| 2    | Wojciech Chuchała | Sebastian Rozwadowski | Škoda Fabia Rally2 evo | +1,7        | 4    |
| 3    | Adrian Chwietczuk | Jarosław Baran        | Škoda Fabia Rally2 evo | +4,8        | 3    |
| 4    | Tomasz Kasperczyk | Damian Syty           | Volkswagen Polo GTI R5 | +5,6        | 2    |
| 5    | Kacper Wróblewski | Jakub Wróbel          | Škoda Fabia Rally2 evo | +6,7        | 1    |

## Wyniki etapu 1 w klasyfikacji RSMP (OS1–OS8)[6][7]
| Miejsce | Kierowca          | Pilot                 | Samochód               | Czas/Strata | Punkty |
| ------- | ----------------- | --------------------- | ---------------------- | ----------- | ------ |
| 1       | Mikołaj Marczyk   | Szymon Gospodarczyk   | Škoda Fabia Rally2 evo | 1:11:38,8   | 5      |
| 2       | Wojciech Chuchała | Sebastian Rozwadowski | Škoda Fabia Rally2 evo | +30,8       | 4      |
| 3       | Grzegorz Grzyb    | Michał Poradzisz      | Škoda Fabia Rally2 evo | +2:23,8     | 3      |
| 4       | Adrian Chwietczuk | Jarosław Baran        | Škoda Fabia Rally2 evo | +2:38,8     | 2      |
| 5       | Łukasz Kabaciński | Michał Kuśnierz       | Škoda Fabia Rally2 evo | +3:42,3     | *      |
| 6       | Łukasz Kotarba    | Tomasz Kotarba        | Citroën C3 Rally2      | +4:04,0     | 1      |

1. ↑  Łukaszowi Kabacińskiemu nie przyznano punktów za pierwszy etap rajdu, gdyż wycofał się z rajdu na 11 odcinku specjalnym.

## Wyniki etapu 2 w klasyfikacji RSMP (OS9–OS14)[8][9]
| Miejsce | Kierowca          | Pilot               | Samochód               | Czas/Strata | Punkty |
| ------- | ----------------- | ------------------- | ---------------------- | ----------- | ------ |
| 1       | Mikołaj Marczyk   | Szymon Gospodarczyk | Škoda Fabia Rally2 evo | 38:47,2     | 5      |
| 2       | Adrian Chwietczuk | Jarosław Baran      | Škoda Fabia Rally2 evo | +16,7       | 4      |
| 3       | Tomasz Kasperczyk | Damian Syty         | Volkswagen Polo GTI R5 | +22,1       | 3      |
| 4       | Grzegorz Grzyb    | Michał Poradzisz    | Škoda Fabia Rally2 evo | +24,6       | 2      |
| 5       | Jarosław Szeja    | Marcin Szeja        | Hyundai i20 R5         | +1:03,6     | 1      |

## Wyniki końcowe rajdu[10]
W klasyfikacji końcowej dodatkowe punkty przyznawane są pierwszej piątce za poszczególne etapy rajdu.
| Miejsce | Kierowca           | Pilot                 | Samochód               | Czas      | Strata   | Punkty ERC |
| ------- | ------------------ | --------------------- | ---------------------- | --------- | -------- | ---------- |
| 1       | Aleksiej Łukjaniuk | Aleksiej Arnautow     | Citroën C3 Rally2      | 1:48:31,3 | –        | 30+8       |
| 2       | Andreas Mikkelsen  | Ola Fløene            | Škoda Fabia Rally2 evo | 1:48:49,7 | +18,4    | 24+9       |
| 3       | Mikołaj Marczyk    | Szymon Gospodarczyk   | Škoda Fabia Rally2 evo | 1:50:26,0 | +1:54,7  | 21+4       |
| 4       | Nil Solans         | Marc Martí            | Škoda Fabia Rally2 evo | 1:51:37,5 | +3:06,2  | 19+1       |
| 5       | Norbert Herczig    | Ramón Ferencz         | Škoda Fabia Rally2 evo | 1:52:16,1 | +3:44,8  | 17         |
| 6       | Efrén Llarena      | Sara Fernández        | Škoda Fabia Rally2 evo | 1:52:17,8 | +3:46,5  | 15         |
| 7       | Wojciech Chuchała  | Sebastian Rozwadowski | Škoda Fabia Rally2 evo | 1:52:27,3 | +3:56,0  | 13+2       |
| 8       | Yoann Bonato       | Benjamin Boulloud     | Citroën C3 Rally2      | 1:52:43,0 | +4:11,7  | 11         |
| 9       | Erik Cais          | Jindřiška Žáková      | Ford Fiesta Rally2     | 1:52:47,9 | +4:16,6  | 9          |
| 10      | Grzegorz Grzyb     | Michał Poradzisz      | Škoda Fabia Rally2 evo | 1:53:14,4 | +4:43,1  | 7          |
| 11      | Emilio Fernández   | Ruben Garcia          | Škoda Fabia Rally2 evo | 1:53:21,4 | +4:50,1  | 5+2        |
| 12      | Adrian Chwietczuk  | Jarosław Baran        | Škoda Fabia Rally2 evo | 1:53:21,5 | +4:50,2  | 4          |
| 13      | Umberto Scandola   | Guido D’Amore         | Hyundai i20 R5         | 1:53:42,9 | +5:11,6  | 3          |
| 14      | Callum Devine      | James Fulton          | Ford Fiesta Rally2     | 1:53:43,2 | +5:11,9  | 2          |
| 15      | Roland Poom        | Darren Garrod         | Citroën C3 Rally2      | 1:53:44,5 | +5:13,2  | 1          |
|         |                    |                       |                        |           |          |            |
| 50      | Craig Breen        | Paul Nagle            | Hyundai i20 R5         | 2:09:49,9 | +21:18,6 | 0+4        |

### KlasyfikacjaRSMP[11][6][8]
W Rajdzie Polski 2021 jako rajdzie pierwszej kategorii prowadzona była dodatkowa klasyfikacja każdego etapu rajdu (punkty bonusowe), w wyniku której zostały przyznane punkty (niezależnie od frekwencji w danej klasyfikacji), zgodnie z tabelą:
| Miejsce | 1 | 2 | 3 | 4 | 5 |
| Punkty  | 5 | 4 | 3 | 2 | 1 |

Oraz w klasyfikacji rocznej RSMP dodatkowe punkty przyznawane są za odcinek Power Stage.
| Miejsce | Kierowca            | Pilot                 | Samochód               | Czas      | Strata   | Grupa  | Punkty |
| ------- | ------------------- | --------------------- | ---------------------- | --------- | -------- | ------ | ------ |
| 1       | Mikołaj Marczyk     | Szymon Gospodarczyk   | Škoda Fabia Rally2 evo | 1:50:26,0 | –        | RC2, 2 | 30+10  |
| 2       | Wojciech Chuchała   | Sebastian Rozwadowski | Škoda Fabia Rally2 evo | 1:52:27,3 | +2:01,3  | RC2, 2 | 24+8   |
| 3       | Grzegorz Grzyb      | Michał Poradzisz      | Škoda Fabia Rally2 evo | 1:53:14,4 | +2:48,4  | RC2, 2 | 21+10  |
| 4       | Adrian Chwietczuk   | Jarosław Baran        | Škoda Fabia Rally2 evo | 1:53:21,5 | +2:55,5  | RC2, 2 | 19+9   |
| 5       | Tomasz Kasperczyk   | Damian Syty           | Volkswagen Polo GTI R5 | 1:55:36,0 | +5:10,0  | RC2, 2 | 17+5   |
| 6       | Jarosław Szeja      | Marcin Szeja          | Hyundai i20 R5         | 1:55:40,9 | +5:14,9  | RC2, 2 | 15     |
| 7       | Łukasz Kotarba      | Tomasz Kotarba        | Citroën C3 Rally2      | 1:55:44,6 | +5:18,6  | RC2, 2 | 13+1   |
| 8       | Zbigniew Gabryś     | Krzysztof Janik       | Volkswagen Polo GTI R5 | 1:57:30,3 | +7:04,3  | RC2, 2 | 11     |
| 9       | Sylwester Płachytka | Jacek Nowaczewski     | Škoda Fabia Rally2 evo | 2:00:42,3 | +10:16,3 | 2      | 9      |
| 10      | Radosław Typa       | Paweł Pochroń         | Ford Fiesta Rally3     | 2:01:30,2 | +11:04,2 | RC3, 3 | 7      |
| 11      | Łukasz Byśkiniewicz | Zbigniew Cieślar      | Ford Fiesta Rally3     | 2:02:10,8 | +11:44,8 | RC3, 3 | 5      |
| 12      | Jakub Brzeziński    | Dariusz Burkat        | Ford Fiesta Rally4     | 2:06:08,7 | +15:42,7 | 4      | 4      |
| 13      | Kamil Bolek         | Łukasz Jastrzębski    | Ford Fiesta Rally3     | 2:06:13,5 | +15:47,5 | 3      | 3      |
| 14      | Igor Widłak         | Daniel Dymurski       | Ford Fiesta Rally3     | 2:07:04,8 | +16:38,8 | 3      | 2      |
| 15      | Adam Sroka          | Patryk Kielar         | Peugeot 208 R2         | 2:07:17,0 | +16:51,0 | 4      | 1      |
|         |                     |                       |                        |           |          |        |        |
| 21      | Kacper Wróblewski   | Jakub Wróbel          | Škoda Fabia Rally2 evo | 2:13:07,6 | +22:41,6 | RC2,2  | 0+2    |

## Klasyfikacja RME po 1 rundzie
Kierowcy
Punkty w klasyfikacji generalnej ERC otrzymuje 15 pierwszych zawodników, którzy uczestniczą w programie ERC i ukończą wyścig, punktowanie odbywa się według klucza:
| Miejsce | 1  | 2  | 3  | 4  | 5  | 6  | 7  | 8  | 9 | 10 | 11 | 12 | 13 | 14 | 15 |
| Punkty  | 30 | 24 | 21 | 19 | 17 | 15 | 13 | 11 | 9 | 7  | 5  | 4  | 3  | 2  | 1  |

Dodatkowo po każdym etapie (dniu) rajdu prowadzona jest osobna klasyfikacja, w której przyznawano punkty pierwszym pięciu zawodnikom, według klucza 5-4-3-2-1. W tabeli podano, które miejsce zajął zawodnik, a w indeksie górnym ile zdobył punktów za ukończenie poszczególnych etapów na punktowanym miejscu.
| Poz. | Kierowca           | POL | LVA | ITA | CZE | AZO | PRT | HUN | ESP | Suma punktów |
| ---- | ------------------ | --- | --- | --- | --- | --- | --- | --- | --- | ------------ |
| 1    | Aleksiej Łukjaniuk | 18  |     |     |     |     |     |     |     | 38           |
| 2    | Andreas Mikkelsen  | 29  |     |     |     |     |     |     |     | 33           |
| 3    | Mikołaj Marczyk    | 34  |     |     |     |     |     |     |     | 25           |
| 4    | Nil Solans         | 41  |     |     |     |     |     |     |     | 20           |
| 5    | Norbert Herczig    | 5   |     |     |     |     |     |     |     | 17           |
| 6    | Efrén Llarena      | 6   |     |     |     |     |     |     |     | 15           |
| 7    | Wojciech Chuchała  | 7²  |     |     |     |     |     |     |     | 15           |
| 8    | Yoann Bonato       | 8   |     |     |     |     |     |     |     | 11           |
| 9    | Erik Cais          | 9   |     |     |     |     |     |     |     | 9            |
| 10   | Grzegorz Grzyb     | 10  |     |     |     |     |     |     |     | 7            |
| 11   | Emilio Fernández   | 11² |     |     |     |     |     |     |     | 7            |
| 12   | Adrian Chwietczuk  | 12  |     |     |     |     |     |     |     | 4            |
| 13   | Craig Breen        | 504 |     |     |     |     |     |     |     | 4            |
| 14   | Umberto Scandola   | 13  |     |     |     |     |     |     |     | 3            |
| 15   | Callum Devine      | 14  |     |     |     |     |     |     |     | 2            |
| 16   | Roland Poom        | 15  |     |     |     |     |     |     |     | 1            |
| Poz. | Kierowca           | POL | LVA | ITA | CZE | AZO | PRT | HUN | ESP | Suma punktów |

| Kolor     | Opis                   |
| --------- | ---------------------- |
| Złoty     | Zwycięzca              |
| Srebrny   | 2. miejsce             |
| Brązowy   | 3. miejsce             |
| Zielony   | Punktowane miejsce     |
| Niebieski | Ukończył nie punktował |
| Fioletowy | Nie ukończył NU        |
| Czarny    | Wykluczony X           |
| Biały     | Nie wystartował NW     |
| Puste     | Nie brał udziału       |

## Klasyfikacja kierowców RSMP 2021 po 2 rundach
Punkty otrzymuje 15 pierwszych zawodników, którzy ukończą rajd według klucza:
| Miejsce | 1  | 2  | 3  | 4  | 5  | 6  | 7  | 8  | 9 | 10 | 11 | 12 | 13 | 14 | 15 |
| Punkty  | 30 | 24 | 21 | 19 | 17 | 15 | 13 | 11 | 9 | 7  | 5  | 4  | 3  | 2  | 1  |

Dodatkowe punkty zawodnicy zdobywają za ostatni odcinek specjalny zwany Power Stage, punktowany: za zwycięstwo – 5, drugie miejsce – 4, trzecie – 3, czwarte – 2 i piąte – 1 punkt.
| Miejsce | 1 | 2 | 3 | 4 | 5 |
| Punkty  | 5 | 4 | 3 | 2 | 1 |

Dodatkowo w rajdach pierwszej kategorii (tzw. rajdach dwuetapowych) – wyróżnionych kursywą, pierwsza piątka w klasyfikacji generalnej każdego etapu zdobywa punkty w takim samym stosunku jak w przypadku punktacji Power Stage. W tabeli uwzględniono miejsce, które zajął zawodnik w poszczególnym rajdzie, a w indeksie górnym umieszczono liczbę punktów uzyskanych na ostatnim, dodatkowo punktowanym odcinku specjalnym tzw. Power Stage oraz dodatkowe punkty za wygranie etapów rajdu.
| Poz. | Kierowca            | Żmudzi | Polski | Nadwiślański | Rzeszowski | Śląska | Świdnicki | Koszyc | Suma punktów |
| ---- | ------------------- | ------ | ------ | ------------ | ---------- | ------ | --------- | ------ | ------------ |
| 1    | Mikołaj Marczyk     | 15     | 110    |              |            |        |           |        | 75           |
| 2    | Adrian Chwietczuk   | 2³     | 43+6   |              |            |        |           |        | 55           |
| 3    | Wojciech Chuchała   | 31     | 24+4   |              |            |        |           |        | 54           |
| 4    | Tomasz Kasperczyk   | 5      | 52+3   |              |            |        |           |        | 39           |
| 5    | Grzegorz Grzyb      | 154    | 35+5   |              |            |        |           |        | 36           |
| 6    | Łukasz Kotarba      | 7      | 71     |              |            |        |           |        | 27           |
| 7    | Kacper Wróblewski   | 4      | 211+1  |              |            |        |           |        | 21           |
| 8    | Zbigniew Gabryś     | 9      | 8      |              |            |        |           |        | 20           |
| 9    | Sylwester Płachytka | 8      | 9      |              |            |        |           |        | 20           |
| 10   | Jacek Jurecki       | 6²     |        |              |            |        |           |        | 17           |
| 11   | Jarosław Szeja      | NU     | 6      |              |            |        |           |        | 15           |
| 12   | Radosław Typa       | 22     | 10     |              |            |        |           |        | 7            |
| 13   | Łukasz Kabaciński   | 10     | NU     |              |            |        |           |        | 7            |
| 14   | Łukasz Byśkiniewicz | 16     | 11     |              |            |        |           |        | 5            |
| 15   | Maciej Lubiak       | 11     | NU     |              |            |        |           |        | 5            |
| 16   | Jakub Brzeziński    | 17     | 12     |              |            |        |           |        | 4            |
| 17   | Marek Nowak         | 12     | 28     |              |            |        |           |        | 4            |
| 18   | Krzysztof Bubik     | 13     | 16     |              |            |        |           |        | 3            |
| 19   | Kamil Bolek         | 24     | 13     |              |            |        |           |        | 3            |
| 20   | Igor Widłak         | NU     | 14     |              |            |        |           |        | 2            |
| 21   | Daniel Chwist       | 14     |        |              |            |        |           |        | 2            |
| 22   | Adam Sroka          | 18     | 15     |              |            |        |           |        | 1            |
| Poz. | Kierowca            | Żmudzi | Polski | Nadwiślański | Rzeszowski | Śląska | Świdnicki | Koszyc | Suma punktów |